# Шрі-Ланка на Олімпійських іграх
Вперше Шрі-Ланка взяла участь в Олімпійських іграх у 1948 році. До 1972 року країна позначалася як Цейлон (CEY). У 1980 році країна вперше виступила під назвою Шрі-Ланка (SRI). Шрі-Ланка брала участь у 17 Олімпіадах, пропустила літні Олімпійські ігри 1976 року і жодного разу не брала участь у зимових Олімпійських іграх.
За час виступу на Олімпійських іграх спортсмени Шрі-Ланки завоювали дві срібні медалі, обидві у легкій атлетиці.

## Медалі

### За іграми
| Ігри        | Золото | Срібло | Бронза | Загалом |
| Лондон 1948 | 0      | 1      | 0      | 1       |
| Сідней 2000 | 0      | 1      | 0      | 1       |
| Разом       | 0      | 2      | 0      | 2       |

### За видом спорту
| Медалі за видом спорту | Медалі за видом спорту | Медалі за видом спорту | Медалі за видом спорту | Медалі за видом спорту |
| ---------------------- | ---------------------- | ---------------------- | ---------------------- | ---------------------- |
| Вид                    | 1                      | 2                      | 3                      | Всього                 |
| Легка атлетика         | 0                      | 2                      | 0                      | 2                      |
| Всього                 | 0                      | 2                      | 0                      | 2                      |

## Медалісти
| Медаль | Спортсмен           | Ігри        | Вид спорту     | Дисципліна                  |
| ------ | ------------------- | ----------- | -------------- | --------------------------- |
| Срібло | Сусантіка Джаясінгх | Сідней 2000 | Легка атлетика | 200 м, жінки                |
| Срібло | Данкан Вайт         | Лондон 1948 | Легка атлетика | 400 м з бар'єрами, чоловіки |